# Tim Moore
Tim Moore é um cantor e compositor norte-americano. Entre suas composições, estão "Rock And Roll Love Letter", sucesso da banda Bay City Rollers, e "Second Avenue", sucesso de Art Garfunkel. Em 1974 sua canção "Charmer" ficou em primeiro lugar na premiação "American Song Festival", recebendo como prêmio o valor de 30.500 dólares e um piano de cauda.
No Brasil, a canção "Yes", que faz parte do álbum Flash Forward de 1985, entrou na trilha sonora internacional da novela Selva de Pedra, sendo o tema do personagem Cristiano (Tony Ramos).

## Discografia

### Álbuns de estúdio
| Ano                                                | Detalhes do álbum                                           | Posições |
| Ano                                                | Detalhes do álbum                                           | EUA      |
| -------------------------------------------------- | ----------------------------------------------------------- | -------- |
| 1974                                               | Tim Moore - Lançado: 1974 - Gravadora: Asylum Records       | 119      |
| 1975                                               | Behind the Eyes - Lançado: 1975 - Gravadora: Asylum Records | 181      |
| 1977                                               | White Shadows - Lançado: 1977 - Gravadora: Asylum Records   | —        |
| 1979                                               | High Contrast - Lançado: 1979 - Gravadora: Asylum Records   | —        |
| 1985                                               | Flash Forward - Lançado: 1985 - Gravadora: Elektra          | —        |
| "—" denota um lançamento que não entrou na parada. |                                                             |          |

### Singles
| Título                                                                                      | Ano  | Posições de pico nas paradas | Posições de pico nas paradas | Álbum           |
| Título                                                                                      | Ano  | CAN                          | EUA                          | Álbum           |
| ------------------------------------------------------------------------------------------- | ---- | ---------------------------- | ---------------------------- | --------------- |
| "A Fool Like You"                                                                           | 1973 | —                            | 93                           | Tim Moore       |
| "Second Avenue"                                                                             | 1974 | 60                           | 58                           | Tim Moore       |
| "When You Close Your Eyes"                                                                  | 1974 | —                            | —                            | Tim Moore       |
| "Charmer"                                                                                   | 1974 | —                            | 91                           | Tim Moore       |
| "If Somebody Needs It"                                                                      | 1975 | —                            | —                            | Behind the Eyes |
| "Rock And Roll Love Letter"                                                                 | 1975 | —                            | —                            | Behind the Eyes |
| "Lay Down a Line to Me"                                                                     | 1975 | —                            | —                            | Behind the Eyes |
| "In the Middle"                                                                             | 1977 | 89                           | 75                           | White Shadows   |
| "Strengthen My Love"                                                                        | 1977 | —                            | —                            | White Shadows   |
| "Fallen Angel"                                                                              | 1979 | —                            | —                            | High Contrast   |
| "Yes"                                                                                       | 1985 | —                            | —                            | Flash Forward   |
| "—" denota uma gravação que não entrou na parada ou que não foi lançada naquele território. |      |                              |                              |                 |